# استیسی استریت (فلوریدا)
استیسی استریت (به انگلیسی: Stacy Street) یک منطقهٔ مسکونی در ایالات متحده آمریکا است که در شهرستان پام بیچ، فلوریدا واقع شده‌است. استیسی استریت ۰٫۳ کیلومتر مربع مساحت و ۹۵۸ نفر جمعیت دارد و ۵ متر بالاتر از سطح دریا قرار دارد.